# Julian Józef Biały
Julian Józef Biały (ur. 8 marca 1861 w Łuniewie Wielkim, zm. 23 czerwca 1941 w Rypinie) – ksiądz rzymskokatolicki.

## Życiorys
Syn Feliksa i Emilii z Wyszomirskich. Wychował się w domu rodziców, prowadzących trzywłókowe gospodarstwo. Wykształcenie podstawowe uzyskał w miejscowej szkole powszechnej, a gimnazjalne w Łomży. 
Po uzyskaniu świadectwa dojrzałości zgłosił się do Seminarium Duchownego w Płocku. W czerwcu 1884 przyjął święcenia kapłańskie. Jako neoprezbiter pracował w wikariacie w Rzekuniu, a od 1890 w Wyszogrodzie. W 1901 otrzymał probostwo w Malużynie. W 1902 przeniósł się do Gralewa. Od 23 grudnia 1911 był proboszczem w Sarbiewie, od 1924 w Sońsku, a od 1929 w Chrostkowie. W 1934 obchodził złoty jubileusz kapłaństwa.
W październiku 1939, wraz z księdzem wikarym Adamcem, został aresztowany przez Niemców i wywieziony do Lipna. Następnego dnia został przewieziony do Torunia i osadzony w forcie VII. Skrajne warunki higieniczne, wilgoć i złe odżywianie spowodowały ciężką chorobę księdza. Ponieważ dłuższy czas nie następowała żadna poprawa w stanie zdrowia, został zwolniony z więzienia. 
Powrócił do Chrostkowa lecz zamieszkał na wsi u gospodarzy. Plebania była zajęta przez żandarmerię. Jak twierdził ks. Piusiński: „Sińce, jakie miał na ciele po powrocie z Torunia, a także szykany miejscowych Niemców przyczyniły się do szybkiego zgonu księdza”. Zmarł 23 czerwca 1941 w szpitalu w Rypinie. 
Pochowany na cmentarzu w Chrostkowie.